# Douglas (football, 1988)
Pour les articles homonymes, voir Douglas et Teixeira.
Douglas Franco Teixeira dit Douglas, né le 12 janvier 1988, est un footballeur brésilien naturalisé néerlandais. Il joue au poste de défenseur central avec le Würzburger Kickers.

## Biographie
Douglas commence sa carrière au Joinville Esporte Clube basé à Santa Catarina. Il se fait très vite repérer par les recruteurs grâce à son physique imposant.
En 2007, il rejoint le FC Twente qui le transfère sans indemnités. Douglas met à peu près un an à s'adapter à son nouveau club. Lors de sa première saison il n'est que très rarement titulaire au sein de la défense néerlandaise, jouant les matchs de coupes et rentrant en fin de match.
Mais lors de sa seconde saison, il devient un titulaire indiscutable de la défense centrale, participant aux bons résultats du club.

## Statistiques
| Saison    | Club      | Pays       | Championnat        | Coupes nationales | Coupes d’Europe    |
| --------- | --------- | ---------- | ------------------ | ----------------- | ------------------ |
| 2007-2008 | FC Twente | Eredivisie | 12 matchs / 1 but  | 4 matchs          |                    |
| 2008-2009 | FC Twente | Eredivisie | 28 matchs / 2 buts | 6 matchs          | 10 matchs          |
| 2009-2010 | FC Twente | Eredivisie | 31 matchs / 2 buts | 5 matchs          | 11 matchs / 2 buts |
| 2010-2011 | FC Twente | Eredivisie | 28 matchs / 2 buts | 6 matchs          | 11 matchs / 1 but  |
| 2011-2012 | FC Twente | Eredivisie | 30 matchs / 4 buts | 4 matchs          | 13 matchs          |
| 2012-2013 | FC Twente | Eredivisie | 31 matchs / 3 buts | 1 match           | 11 matchs / 1 but  |

## Palmarès
FC Twente
- Vainqueur du Championnat des Pays-Bas en 2010
- Vainqueur de la Coupe des Pays-Bas en 2011
- Vainqueur du Trophée Johan Cruyff en 2010 et 2011